# Flughafen Morelia

i8
i11
i13
Der Flughafen Morelia (spanisch Aeropuerto Internacional de Morelia, IATA-Code: MLM, ICAO-Code: MMMM) ist ein internationaler Flughafen bei der Großstadt Morelia im Bundesstaat Michoacán im Zentrum Mexikos.

## Lage
Der Flughafen Morelia liegt etwa 200 km (Luftlinie) westlich von Mexiko-Stadt in einer Höhe von ca. 1839 m.

## Passagierzahlen
Im Jahr 2019 wurden annähernd 900.000 Passagiere abgefertigt. Danach erfolgte ein deutlicher Rückgang infolge der COVID-19-Pandemie. Jedoch erholten sich die Zahlen bis 2023 wieder auf Vorpandemie Niveau.